# Ivan Sviridov
Ivan Sviridov (Temirtau, 28 de junio de 2002) es un futbolista kazajo que juega en la demarcación de delantero para el FC Yelimay de la Liga Premier de Kazajistán.

## Selección nacional
Hizo su debut con la selección de fútbol de Kazajistán el 20 de noviembre de 2023 en un partido de clasificación para la Eurocopa 2024 contra Eslovenia que finalizó con un resultado de 2-1 tras el gol de Ramazan Orazov para Kazajistán, y de Benjamin Šeško y Benjamin Verbič para Eslovenia.

## Clubes
| Club                       | País       | Año       | Partidos | Goles |
| -------------------------- | ---------- | --------- | -------- | ----- |
| FC Bolat Temirtau (cedido) | Kazajistán | 2020-2022 | 26       | 4     |
| FC Shakhter Karagandá      | Kazajistán | 2021-2023 | 54       | 11    |
| FC Yelimay                 | Kazajistán | 2024-     | 30       | 5     |